# Serrat de les Pedres

El Serrat de les Pedres, respecte del terme de Granera

El Serrat de les Pedres és el nom d'una serra i d'una muntanya de 954 metres que es troba, la serra, entre els termes municipals de Granera i de Castellterçol, a la comarca del Moianès. La muntanya, a més, és el punt de trobada dels dos termes esmentats amb el de Gallifa, del del Vallès Occidental.
Està situat a migdia de Castellterçol, al nord de Gallifa i a l'est-sud-est de Granera, a prop i al sud de l'antiga parròquia rural de Sant Julià d'Úixols.
Al cim de la muntanya es troba el vèrtex geodèsic amb la referència 288110001.